# Vaartkapoen
Le Vaartkapoen est une sculpture de Tom Frantzen installée Square Sainctelette (nl) à Molenbeek-Saint-Jean (1985). Elle représente un policier bruxellois attrapé par un « fripon du canal » sortant d'un égout. L'artiste a voulu représenter « la jeunesse faisant vaciller l'autorité ».